# Final da Copa da Liga Francesa de 2017–18

Estádio onde será disputada a final.

A Final da Copa da Liga Francesa de 2017–18 foi a 24ª final desta competição, realizada anualmente pela LFP. Foi disputada no Matmut Atlantique, em Bordéus, no dia 31 de março de 2018.

## Caminhos até a final
| Paris Saint-Germain | Paris Saint-Germain | Copa da Liga Francesa de 2017–18 | Monaco      | Monaco    |
| Time                | Resultado           | Copa da Liga Francesa de 2017–18 | Time        | Resultado |
| ------------------- | ------------------- | -------------------------------- | ----------- | --------- |
| Strasbourg          | 4–2                 | Oitavas de final                 | Caen        | 2–0       |
| Amiens              | 2–0                 | Quartas de final                 | Nice        | 2–1       |
| Rennes              | 3–2                 | Semifinais                       | Montpellier | 2–0       |

## Partida
| 31 de março de 2018 | Paris Saint-Germain           | 3 – 0     | Monaco | Matmut Atlantique, Bordéus                  |
| 21:05               | Cavani 8', 85' · Di Maria 21' | Relatório |        | Público: 41 248 Árbitro: FRA Clément Turpin |

## Premiação
| Copa da Liga Francesa de 2017–18        |
| França                                  |
| --------------------------------------- |
| PARIS SAINT-GERMAIN Campeão (8º título) |